# NGC 370
 NGC 370 là một ngôi sao ba nằm trong chòm sao Song Ngư. Nó được ghi lại vào ngày 7 tháng 10 năm 1861 bởi Heinrich d'Arrest. Nó được Dreyer mô tả là "rất mờ nhạt, ngôi sao cường độ thứ 13 15 arcsec về phía nam, lan tỏa." Tuy nhiên, không có gì ở đó. Hiện tại nó được coi là một đối tượng bị mất hoặc "không tồn tại", mặc dù có thể nó có thể là một bản sao của NGC 372.